# Maxwell Nascimento

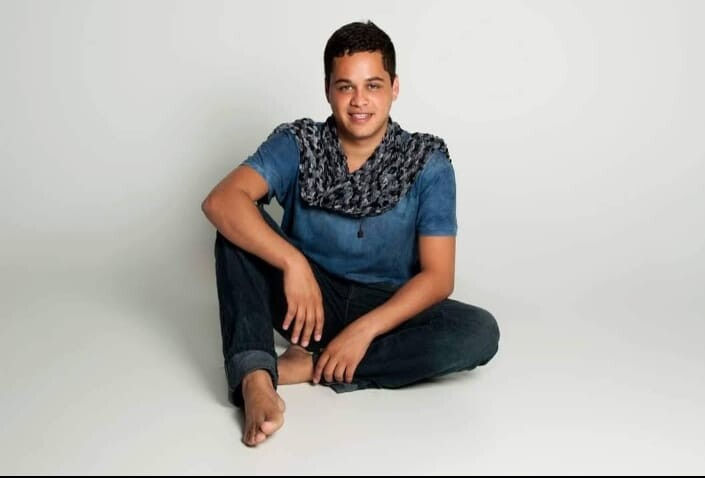
Maxwell em 2022

Maxwell Batista Nascimento (Santos, 31 de dezembro de 1988), é um ator brasileiro. Conhecido por seus diversos papéis, ele já ganhou varios prêmios no filme Querô. Venceu o prêmio de Melhor Ator no Festival de Cinema de Brasília - Candango de Melhor Ator e no Cine Ceará - Festival Ibero-americano de Cinema.
Maxwell foi descoberto na adolescência durante uma seletiva para Querô (filme) na Escola em que estudava. O Longa-metragem estreou em 2007 conquistando diversos prêmios. e sua estreia na televisão, em 2008, foi escalado para a 15ª temporada de Malhação, na TV Globo onde deu vida ao personagem Pedro, par romântico de Nathalia Dill. Ele posteriormente teve papéis nos Filmes: Boca (2012) gravado em 2010. De Menor em 2013 fez participação. Na Quebrada em 2014 uma aparição no Filme. Já em 2015 um personagem coadjuvante do filme A História da Eternidade. Posteriormente no Filme Invasores (2016), interpretou Nilson. Voltando a Televisão em 2016 Protagonizou Juliano, no 2º episódio da 1ª temporada da Série Unidade Básica. Em 2018 participou da série Rotas do Ódio. e Em 2019 como Vadeco (Badeco) em Carcereiros o Filme.

## Carreira
Em 2006, começou sua carreira Protagonista em Querô (filme), um adolescente abandonado que, após a morte da mãe, sobrevive sozinho em uma região violenta.
Em 2008 interpretou o jovem Pedro em Malhação, garoto da periferia de São Paulo, muito Inteligente, determinado e fã de Hip hop.
No filme Boca (2012) gravado em 2010 e lançado em 2012, foi Robertinho, motorista particular do protagonista Hiroito (Daniel de Oliveira).
Em 2013 fez uma pequena participação no filme De Menor do diretor Caru Alves de Souza, como amigo de Caio, um jovem que enfrentava o sistema Judicial. Também em 2014 uma pequena aparição no Filme Na Quebrada, como um jovem suspeito.
Em 2015 participou do filme A História da Eternidade, Geraldinho o neto finalmente retorna para o Sertão.
Já no Filme Invasores 2016, interpretou Nilson, jovem ousado que ajuda sua namorada a perseguir seu sonho. De volta a Televisão pela Universal TV em 2016 protagonizou Juliano no 2º episódio da 1ª temporada da Série Unidade Básica da Universal TV, portador do HIV com sua mulher grávida, não obedece as orientações médicas.
Em 2018 em Rotas do Ódio viveu Canibal no 1º episódio da 1ª temporada e no 5º episódio da 2ª temporada, um Punk vivenciando crimes Raciais e delitos de intolerância.
Em 2019 como Vadeco (Badeco) em Carcereiros o Filme, um presidiário, que interage com o protagonista Adriano, interpretado por Rodrigo Lombardi.
Em 2021 Minissérie baseada no filme Carcereiros - A Noite sem Fim (4 episódios).

## Filmografia

### Cinema
| Ano  | Título                   | Personagem                  | Notas                                                        | Referências   |
| ---- | ------------------------ | --------------------------- | ------------------------------------------------------------ | ------------- |
| 2007 | Querô (filme)            | Geronimo da Piedade (Querô) | Protagonista                                                 | [ 11 ]        |
| 2010 | Boca (2012)              | Robertinho                  | Gravado em 2010                                              | [ 13 ] [ 14 ] |
| 2013 | De Menor                 | Amigo de Caio               | Participação                                                 | [ 15 ] [ 16 ] |
| 2014 | Na Quebrada              |                             | Participação                                                 | [ 17 ]        |
| 2014 | A História da Eternidade | Geraldo                     |                                                              | [ 18 ] [ 19 ] |
| 2016 | Invasores                | Nilson                      | Coadjuvante                                                  | [ 21 ] [ 22 ] |
| 2019 | Carcereiros o Filme      | Vadeco (Badeco)*            | Badeco é a forma correta, alguns artigos erraram a digitação | [ 10 ] [ 28 ] |

### Televisão
| Ano  | Título                 | Personagem | Notas        | Referências                        |
| ---- | ---------------------- | ---------- | ------------ | ---------------------------------- |
| 2008 | Malhação 2008          | Pedro      |              | [ 12 ]                             |
| 2016 | Unidade Básica         | Juliano    | Protagonista | Temporada 1 - Episódio 2           |
| 2018 | Rotas do Ódio          | Canibal    |              | [ 10 ] [ 24 ] [ 25 ] [ 26 ] [ 27 ] |
| 2021 | Minissérie Carcereiros | Badeco     |              | 4 episódios                        |

## Prêmios e Indicações
| Ano  | Prêmio                                          | Categoria             | Nomeações     | Resultados | Referências |
| ---- | ----------------------------------------------- | --------------------- | ------------- | ---------- | ----------- |
| 2006 | Festival de Cinema de Brasília                  | Melhor Ator           | Querô (filme) | Venceu     | [ 32 ]      |
| 2006 | Cine Ceará - Festival Ibero-americano de Cinema | Melhor Ator           | Querô (filme) | Venceu     | [ 33 ]      |
| 2007 | Prêmio Qualidade Brasil                         | Melhor Ator Revelação | Querô (filme) | Indicado   |             |
| 2007 | Festival de Cinema e Vídeo de Cuiabá 2007       | Melhor Ator           | Querô (filme) | Venceu     | [ 34 ]      |
| 2008 | Prêmio Guarani de Cinema Brasileiro             | Melhor Ator Revelação | Querô (filme) | Indicado   |             |